# Triarthrus
Triarthrus és un gènere extint de trilobits olènids de l'Ordovicià que van vire a Escandinàvia i Amèrica del Nord. Van ser els darrers trilobits del grup dels olènids Espècimens de l'espècie T. eatoni es van trobar a Rome, Nova York, conservats en la pirita i permeten excepcionalment observar les seves ganyes, les potes antenes i el seu sistema digestiu.

## Distribució
- T. beckii Upper Caradoc and Ashgill, Snake Hill Formation, Cohoes, New York State; i Kentucky.
- T. billingsi Ashgill?, Quebec
- T. canadensis (Katian, lower Member of the Whitby Formation, Craigleith vicinity, Georgian Bay area; middle Member of the Whitby Formation, Whitby, Rogue River and Pickering, all Lake Simcoe area, Ontario)[1]
- T. eatoni Upper Caradoc-Ashgill, N.Y., (Ashgill, lower Member of the Whitby Formation, Craigleith vicinity, Georgian Bay area, Lake Simcoe area, Ontario;[1] and Quebec) and the United States (New York)
- T. glaber Ashgill, Quebec
- T. huguesensis Ashgill, Quebec
- T. latissimus Suècia
- T. linnarssoni Noruega i Suècia
- T. rougensis Ashgill, Ontario
- T. sichuansis China
- T. spinosus Canadà (Katian, middle Member of the Whitby Formation, Rogue River and Pickering, both Lake Simcoe area, Ontario[1] i Quebec), i United States (New York).

## Espècies
- T. beckii|Green, 1832 sinònims: Paradoxides beckii, Calymene beckii
- T. billingsi|Barrande, 1872
- T. canadensis|Smith, 1861
- T. eatoni|(Hall, 1838) o T. macastyensis
- T. glaber|Billings, 1859
- T. huguesensis|Förste, 1924
- T. latissimus|Månsson, 1998
- T. linnarssoni|Torslund, 1940
- T. rougensis|Parks, 1921
- T. sichuansis|Lu & Chang, 1974
- T. spinosus|Billings, 1857

### Espècies anteriorment assignades aTriarthrus
- T. angelini = Bienvillia angelini
- T. belli = Parabolinella sp.
- T. caenigenus = Porterfieldia caenigena
- T. convergens = Porterfieldia convergens
- T. fisheri = Porterfieldia fisheri
- T. goldwyerensis = Porterfieldia goldwyerensis
- T. humilis = Porterfieldia humilis
- T. jachalensis = Porterfieldia jachalensis
- T. pacificus = Porterfieldia pacifica
- T. papilosus = Porterfieldia papilosa
- T. parapunctatus = Porterfieldia parapunctata
- T. parchaensis = Bienvillia parchaensis
- T. punctatus = Porterfieldia punctata
- T. rectifrons = Bienvillia rectifrons
- T. reedi = Porterfieldia caenigena
- T. shinetonensis = Bienvillia shinetonensis
- T. sinensis = Porterfieldia sinensis
- T. tetragonalis = Bienvillia tetragonalis
- T. thor = Porterfieldia thor
- T. variscorum = Parabolina frequens[2]